# 世界线

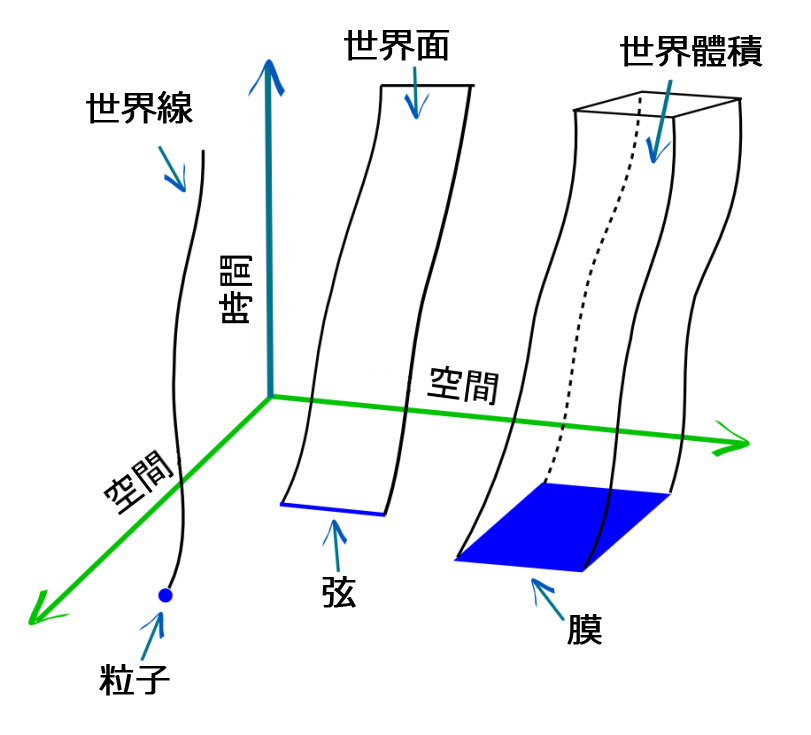
世界線、世界面、世界体積即為點、線、面在四維時空中的路徑（三維空間中的一個空間維度無法表示，已省略）

世界線（英語：World line）是德国数学家赫尔曼·闵可夫斯基於其1908年論文《空间与时间》中提及的概念。
他將時間和空間合稱為四維時空，粒子在四維時空中的運動軌跡即為世界線。
在物理學上，世界線是物體穿越四維時空唯一的路徑，因加入時間維度而有別於力學上的「軌道」或「路徑」。

## 物理學用法
在物理學上，世界線是時空中某物體的歷史所組成的事件序列，事件的發生與其前後演變可用四維座標標示。
世界線是時空中的特殊曲線，線上的每個點都能標出物體在那個時間的時空位置。
舉例來說，地球的公轉軌道是宇宙中一個近乎圓形的三維封閉曲線，地球每年都會轉回同一個點，但時間卻不一樣。
地球的世界線會在四維時空中迴圈（像弹簧的形状那样沿螺旋式轨迹延伸），而不會回到同一點上。
時空是稱為「事件」的「點」，與標有事件的持續、穩定座標系之集合。
四維時空的每個事件都有三個空間維度和一個時間維度，在數學上這稱為流形。
若將此概念應用於高階空間，為了方便在平面上作圖，其中兩個空間維度會被省略。每個事件都是閔可夫斯基圖上的一個點，圖上的座標系縱座標為時間軸，橫座標為空間軸。
粒子在閔可夫斯基圖上的連續軌跡，即為世界線。

## 流行文化
5pb.发行的科学ADV系列游戏中使用了「世界线」这一词汇，用于描述一种平行宇宙理论。